# Crime do poço

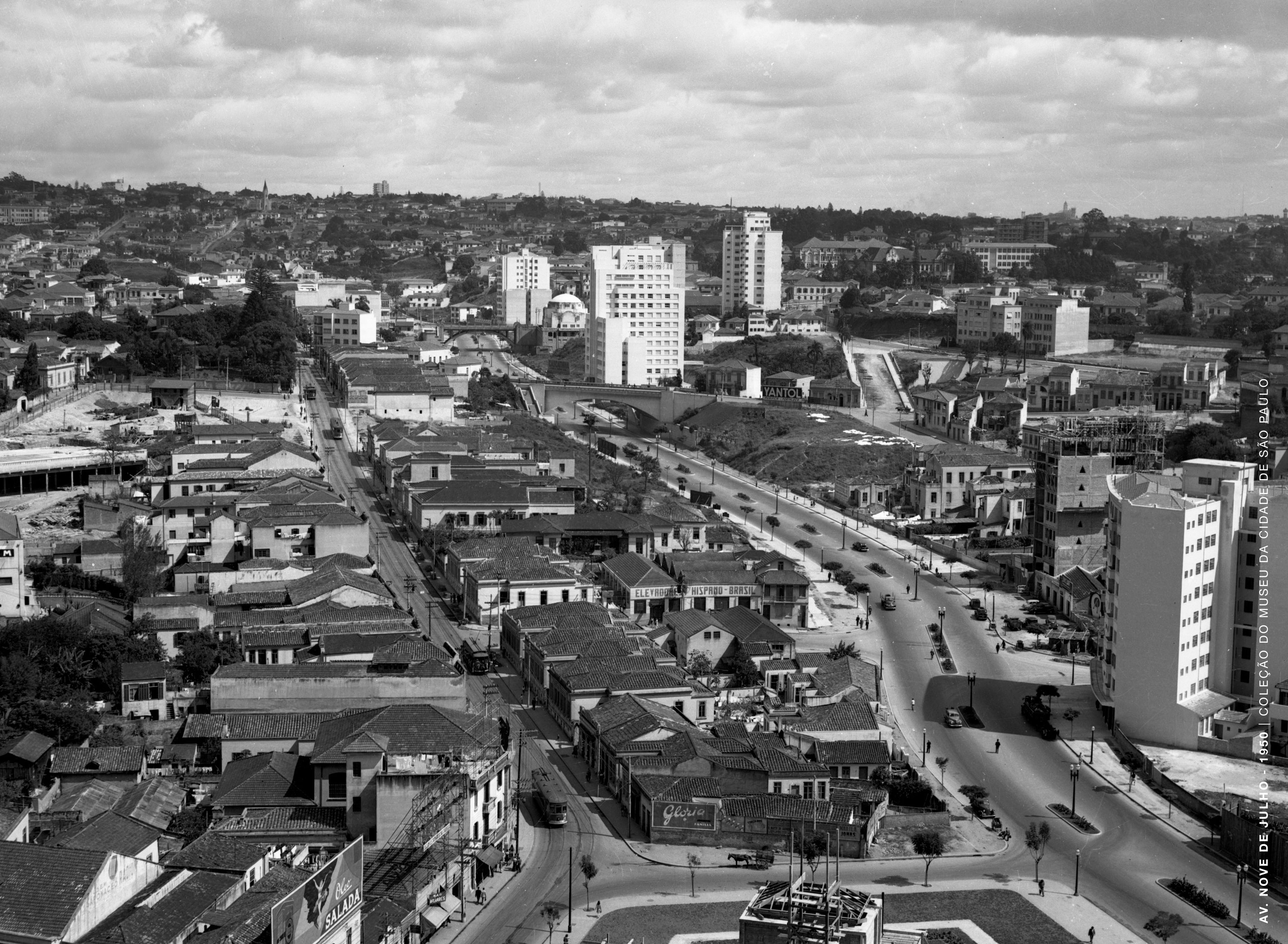
Vista panorâmica da Avenida 9 de Julho, Praça da Bandeira e Rua Santo Antônio, local onde o crime ocorreu, 1950.

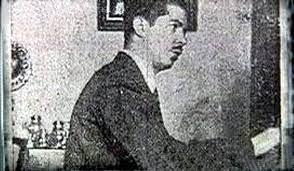
Paulo Ferreira de Camargo, 26, em sua casa.

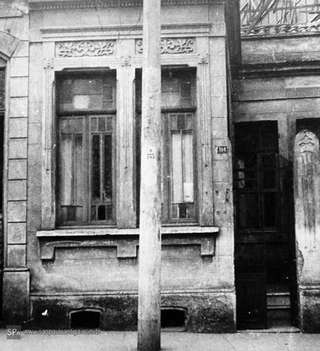
Casa dos Ferreira de Camargo, 23 de novembro de 1948.

O crime do poço foi um notório caso de assassinato ocorrido no Brasil em 1948, na cidade de São Paulo, na Rua Santo Antônio, 104, quase na esquina da Avenida Nove de Julho.
O crime foi cometido pelo jovem químico e professor assistente da Universidade de São Paulo, Paulo Ferreira de Camargo, 26 anos, contra a sua mãe Benedita Ferreira de Camargo, 56 anos, e as suas irmãs Maria Antonieta, 23 anos, e Cordélia, 19 anos.

## O crime
No dia 5 de novembro, Paulo informou aos amigos que faria uma viagem com a família ao Paraná. Alguns dias depois enviou notícias de que suas irmãs e sua mãe teriam falecido em um acidente de carro, próximo a Curitiba. Sem funeral e prévia comunicação da viagem pelas outras integrantes da família, vizinhos e amigos passaram a desconfiar de que algo não condizia com as declarações de Paulo. Esse fato, através de denúncias, levantou as suspeitas dos policiais que iniciaram uma investigação.
Foi levantado que Paulo havia construído um poço no quintal da casa, no final de outubro, alegando que montaria uma fábrica de adubos e que a água encanada não serviria para o desenvolvimento de seu trabalho. Também coletaram informações na Universidade São Paulo sobre o comportamento do suspeito, que aumentou a desconfiança dos policiais. Além de professor, Paulo Ferreira era assistente do Dr. Hoffman, que mencionou alguns questionamentos estranhos feitos por ele como a sua curiosidade sobre quais seriam os melhores agentes químicos para corroer um cadáver.
Na tarde do dia 23 de novembro, os policiais foram até a casa do suspeito e após revistá-la,  interrogaram-no sobre o poço. Paulo foi com os policiais até o local que a princípio não apresentava irregularidades. Os policiais chamaram o Corpo de Bombeiros e solicitaram que o escavassem, assim encontrando os corpos das três vítimas, envoltos em pano preto, braços amarrados e jogados de cabeça para baixo.
Enquanto os policiais escavavam, Paulo Ferreira disse que iria ao banheiro. As portas externas da casa estavam sendo vigiadas por policiais. Paulo, com livre acesso ao interior da residência, tomou sua arma e cometeu suicídio.
Pelo que a perícia apurou, o crime foi perpetrado em duas etapas. Primeiro, entre 9h e 10h do dia 4 de novembro, o assassino matou a mãe e a irmã mais velha, Maria Antonieta, e arrastou os corpos até o quintal dos fundos. A terceira vítima, Cordélia, que trabalhava como datilógrafa na Faculdade de Filosofia, Ciências e Letras da USP, foi executada por volta do meio-dia, quando chegava em casa para almoçar. Porém existem dúvidas se as vítimas foram mortas dentro de casa, já que não foi encontrado nenhum vestígio de balas, perfurações nas paredes (alguns tiros atravessaram os corpos) ou sangue.  
O corpo da mãe, Benedita, foi encontrado trajando vestes caseiras e com duas perfurações na região dorsal. O corpo de Maria Antonieta foi encontrado trajando pijamas e com três perfurações, uma na nuca e mais duas na região dorsal. Já a irmã mais nova, Cordélia, trajava vestes de sair e encontrava-se com duas perfurações, uma nas costas e outra na nuca. Os 3 cadáveres se encontravam em um avançado estado de decomposição.

## Motivação

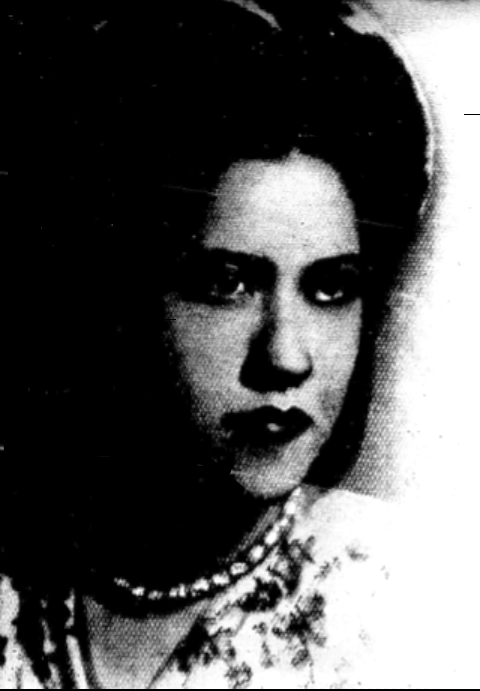
Isaltina dos Amaros, namorada de Paulo Ferreira de Camargo e possível pivô do crime.

Apesar das especulações, o verdadeiro motivo dos assassinatos nunca foi descoberto. Cogitou-se a hipótese de que ele estaria tendo um relacionamento com a ex-balconista Isaltina dos Amaros, de 23 anos, que trabalhava como assistente de enfermagem e que não era mais virgem, fato que a família não aprovava, porém isso nunca foi confirmado. Inclusive após o crime, Paulo teria levado Isaltina para passar a noite em sua casa, afirmando que encontrava-se muito triste já que sentia falta de sua família e que tudo ao seu redor lembrava elas. A outra era a de que teria matado a mãe e as irmãs porque estavam gravemente doentes e ele não teria como prover os cuidados necessários para o tratamento. Segundo notícias da época, a irmã de Paulo, Maria Antonieta, sofria de epilepsia e era paralítica. Sua irmã mais nova, Cordélia, seria esquizofrênica. E segundo Paulo, sua mãe estaria com câncer na perna.
Um dos bombeiros que participou do resgate dos corpos morreu de infecção cadavérica ao manusear os cadáveres sem a proteção de luvas.

## Localização da casa
Ao contrário do que se divulga, a casa não era no local onde é hoje o Edifício Joelma, mas sim, uma quadra à frente. Este erro de localização se deve à um exagero por parte da imprensa em querer criar uma espécie de "maldição", por conta de vários eventos nefastos registrados no mesmo lugar. 

A casa foi demolida no início dos anos 50, junto com outras construções ao redor, tornando-se um estacionamento informal, até que anos mais tarde virou um terminal de ônibus.

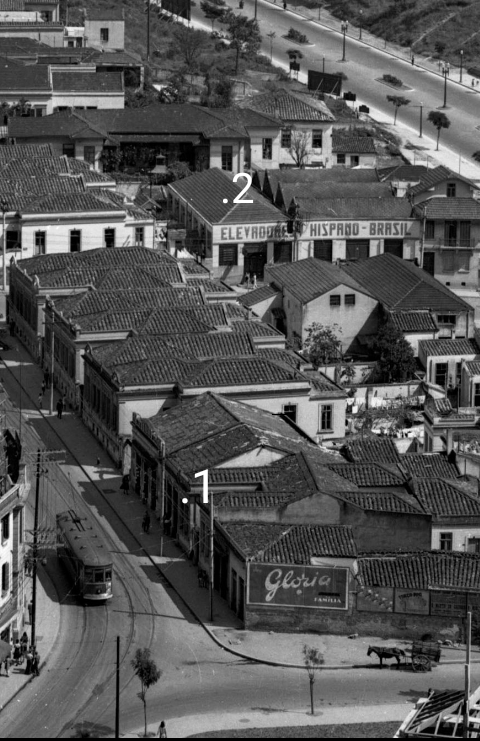
1. Residência dos Ferreira de Camargo; 2. Localização do Edifício Joelma. Detalhe, Rua Santo Antônio em 1950.
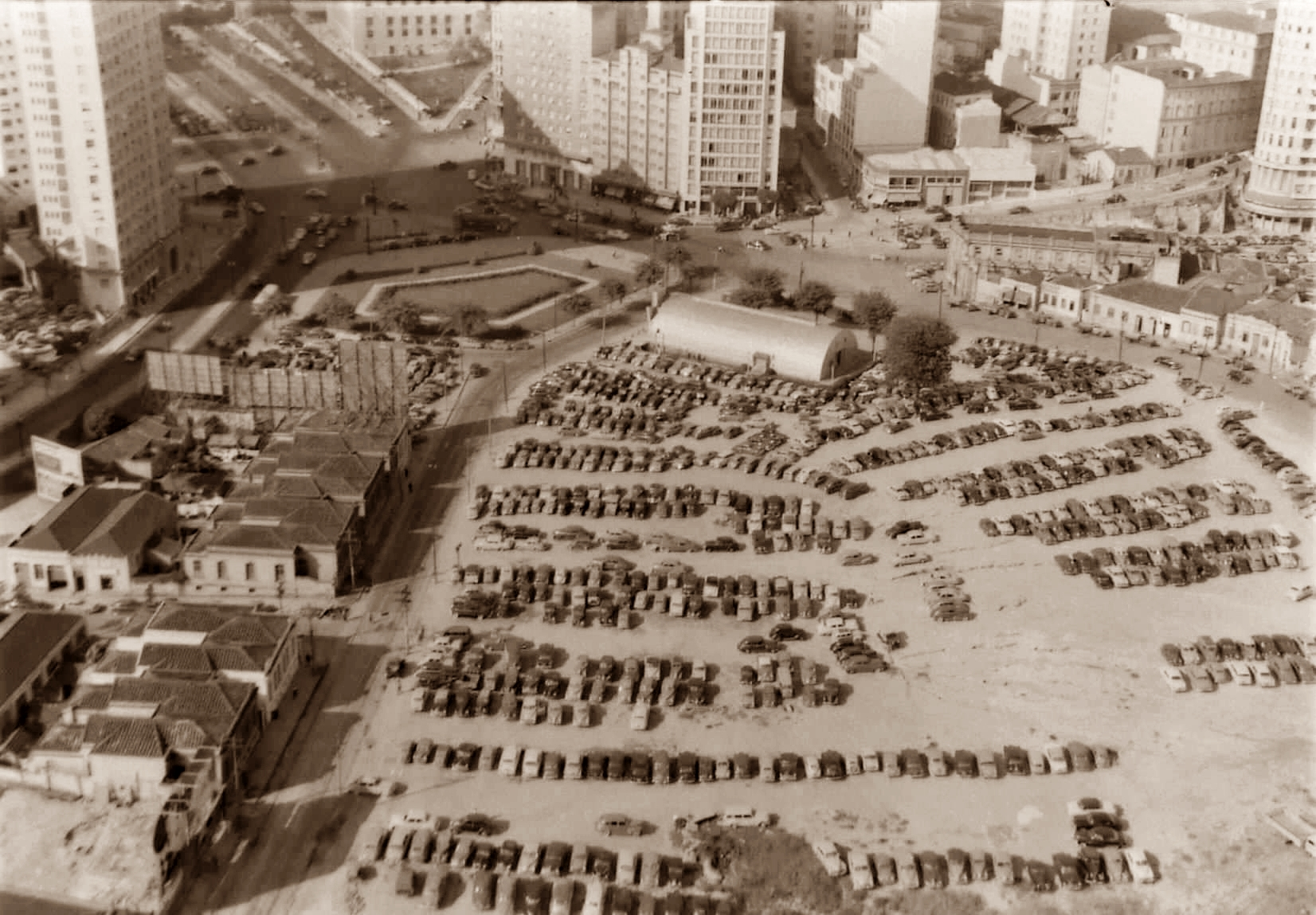
Praça da Bandeira e Teatro de Alumínio, 1954.
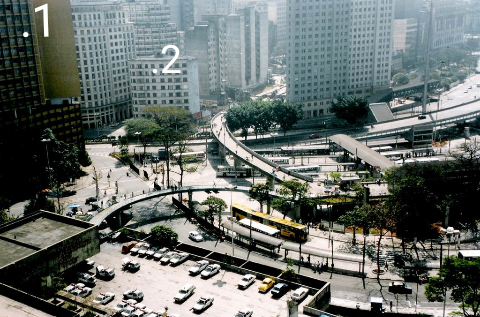
1.Edifício Joelma; 2. Edifício 9 de Julho.
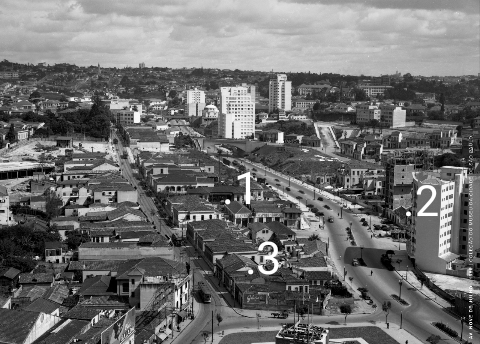
1.Localização do futuro Ed. Joelma; 2.Ed. 9 de Julho; 3.Casa dos Ferreira de Camargo; 1950.